# Gare de Vernou-sur-Seine
La gare de Vernou-sur-Seine est une halte ferroviaire française de la ligne de Corbeil-Essonnes à Montereau, située dans la commune de Vernou-la-Celle-sur-Seine (département de Seine-et-Marne).
C'est une halte SNCF desservie par des trains de la ligne R du Transilien.

## Situation ferroviaire
La halte de Vernou-sur-Seine est située au point kilométrique 85,177 de la ligne de Corbeil-Essonnes à Montereau.

## Histoire

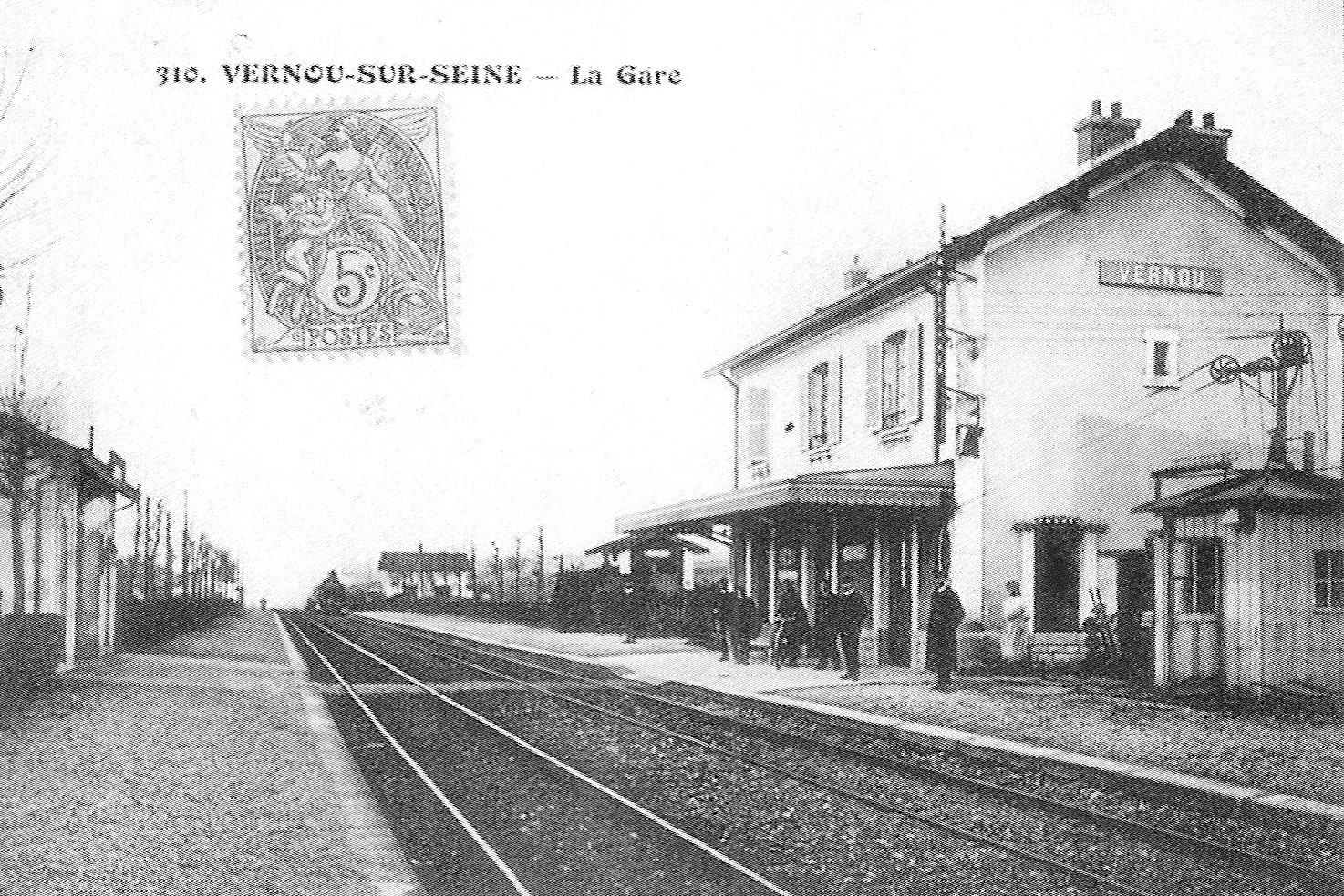
Vue de l'intérieur de la gare au début du XXe siècle.

En 2016, selon les estimations de la SNCF, la fréquentation annuelle de la gare est de 54 000 voyageurs, comme en 2015 et en 2014.

## Service des voyageurs

### Accueil

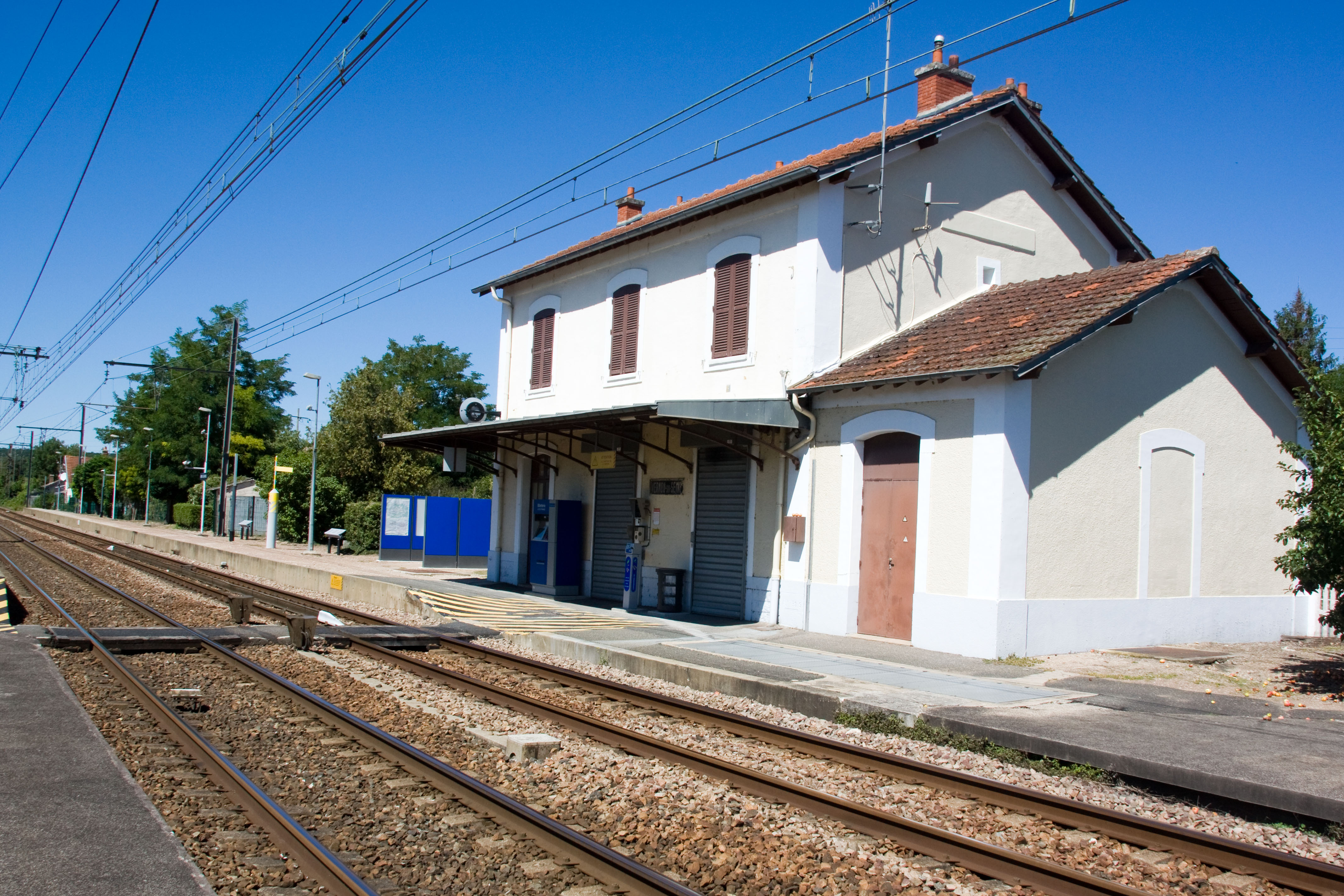
À gauche : la voie 2 en direction de Melun, à droite : la voie 1 en direction de Montereau.

La gare possède un bâtiment voyageurs qui est actuellement fermé. Aucun service commercial n'y est assuré. Elle dispose toutefois d'un distributeur automatique de titres de transport Transilien
Il n'existe pas de passage souterrain sous les voies. Le passage d'un quai à l'autre s'effectue par la traversée directe des voies au moyen d'un passage piéton planchéié prévu à cet effet. Lorsqu'un train approche, des signaux rouges clignotants interdisent la traversée.

### Desserte
La halte est desservie par les trains omnibus de la ligne R du Transilien circulant entre Melun et Montereau.

### Intermodalité
La gare est desservie par les lignes 3430 et 3439 du réseau de bus Fontainebleau - Moret.